# Movimiento carismático evangélico

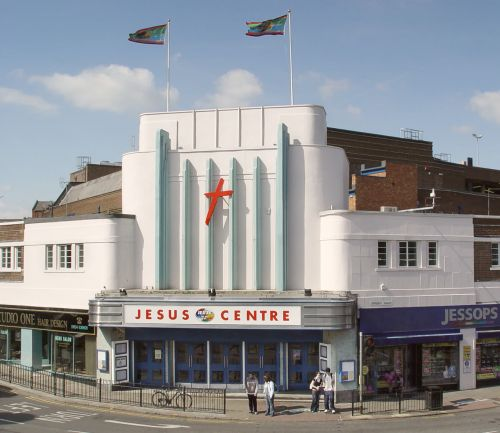
Iglesia Northampton Jesus Center en Reino Unido, un ejemplo de iglesia evangélica carismática de la "segunda ola".

El movimiento carismático evangélico representa a las iglesias evangélicas que tienen un énfasis en los dones del Espíritu. Comenzó en los Estados Unidos en la década de 1960, la "segunda ola" ha influido en las iglesias de todas las denominaciones cristianas y ha contribuido a la creación de muchas iglesias evangélicas independientes. El movimiento se distingue del pentecostalismo al no hacer del hablar en lenguas (glosolalia) una evidencia necesaria del bautismo en el Espíritu y dar prominencia a la diversidad de los dones espirituales. 

## Historia
Después del pentecostalismo y el comienzo del movimiento carismático en la Pascua de 1960 en una Iglesia Episcopal en Van Nuys, California, algunas iglesias evangélicas decidieron seguir este movimiento y alejarse de sus convenciones pentecostales. La Capilla Calvary, Costa Mesa, California es una de las primeras iglesias carismáticas evangélicas iniciada en 1965. En el Reino Unido, el Ejército de Jesús, fundado en 1969, es un ejemplo del impacto fuera de los Estados Unidos. Muchas otras congregaciones se establecieron en el resto del mundo. Según un estudio del Pew Research Center publicado en 2011 sobre los carismáticos que aglutinan todos los movimientos del cristianismo carismático, es decir, evangélicos independientes, católicos, ortodoxos y protestantes, hay 304 millones de carismáticos en el mundo.

## Características
El movimiento se distingue del pentecostalismo al no hacer que hablar en lenguas (glosolalia) sea una evidencia necesaria del bautismo en el Espíritu. Dan prominencia a la diversidad de los dones espirituales. Hay un redescubrimiento de 1 Corintios 12–14 sobre la sanidad divina, las profecías, el discernimiento de los espíritus, la interpretación de las lenguas.

## Controversias
Una doctrina particularmente controvertida es la de la teología de la prosperidad, que se difundió en los años 1970 y 1980 en los Estados Unidos, principalmente por televangelistas pentecostales y carismáticos. Esta doctrina se centra en la enseñanza de la fe cristiana como un medio para enriquecerse financiera y materialmente, a través de una "confesión positiva" y una contribución a los ministerios cristianos. Promesas de sanidad divina y  prosperidad está garantizada a cambio de ciertas cantidades de donaciones (lo cual es completamente antibíblico).  La fidelidad en el diezmo permitiría evitar las maldiciones de Dios, los ataques del diablo y la pobreza. Las ofrendas y el diezmo ocupan mucho tiempo en los servicios. A menudo asociado con el diezmo obligatorio, esta doctrina a veces se compara con un negocio religioso. En 2012, el Consejo Nacional de los Evangélicos de Francia publicó un documento denunciando esta doctrina, mencionando que la prosperidad sí era posible para un creyente, pero que esta teología llevada al extremo conduce al materialismo y a la idolatría, que no es la propósito del evangelio. Los pastores pentecostales que se adhieren a la teología de la prosperidad han sido criticados por los periodistas por su estilo de vida bling-bling (ropa de lujo, casas grandes, autos de alta gama, avión privado, etc.)
En 2013, el pastor  evangélico John F. MacArthur criticó al movimiento carismático por el apoyo mayoritario a la teología de la prosperidad, lo que provocó escándalos financieros y moral, su proximidad a la Nueva Era donde Dios se presenta como un siervo de las necesidades de los creyentes, falsas profecías y servicios desordenados. El Pentecostal Superintendente General de las Asambleas de Dios EE. UU., George O. Wood, admitió que había habido casos aislados de conducta y enseñanza erróneas en iglesias pentecostales y carismáticas, pero que el movimiento había hecho una gran contribución a la evangelización en el mundo.